# رعنا لياقت علي خان
رعنا لياقت علي خان (بالأردوية: رعنا لياقت على خان)‏ واسمها الأصلي شيلا إيرين بانت؛ (فبراير 1905 - 13 يونيو 1990)، كانت السيدة الأولى لباكستان من 1947 إلى 1951 كزوجة لياقت علي خان أول رئيس وزراء لباكستان. كانت واحدة من الشخصيات القيادية في حركة باكستان مع زوجها، وخبيرة اقتصادية، وسيدة دولة بارزة منذ بداية الحرب الباردة حتى خريف ونهاية الحرب الباردة. وواحدة من أبرز السياسيات والشخصيات النسائية التي بدأت حياتها المهنية في أربعينيات القرن الماضي وشهدت أحداثًا رئيسية في باكستان. عملت كعضو تنفيذي في لجنة حركة باكستان تحت قيادة محمد علي جناح. بصفتها السيدة الأولى لباكستان، أطلقت برامج لتنمية المرأة في الدولة التي تأسست حديثًا.
في السبعينيات تعاونت مع ذو الفقار علي بوتو، وانضمت إلى الحكومة الاشتراكية، وكانت واحدة من أكثر المستشارين الحكوميين والاقتصاديين الموثوقين، ولعبت دورًا مؤثرًا وشاركت في العديد من القرارات الاقتصادية الرئيسية التي اتخذها ذو الفقار علي بوتو. وعُينت كحاكم لمحافظة السند، وأدت اليمين في 15 فبراير 1973. وكانت أول امرأة تشغل منصب حاكم ولاية السند وأول رئيسة لجامعة كراتشي. وفي عام 1977 فازت مع بوتو وحزبه بالانتخابات البرلمانية لعام 1977، وبعد انقلاب 5 يوليو 1977 بباكستان استمرت في العمل العام حتى وفاتها في عام 1990. توفيت في عام 1990 بسكتة قلبية ودفنت في كراتشي.